# Хейуърдс Хийт
Хейуърдс Хийт (на английски: Haywards Heath) е град в окръг Мид Съсекс, графство Западен Съсекс, Англия. Отстои на 58 km южно от Лондон, на 19 km северно от Брайтън, на 24 km южно от летище Гатуик и на 50 km от главния град на графството град Чичестър. Най-близките градове са Бърджис Хил на югозапад, Хоршъм на северозапад, Кроли на северозапад и Ист Грийнстед на север-североизток. Тъй като градът е железопътен възел, много от жителите му ежедневно пътуват с влак до Лондон, Кроли или Гатуик по работа.
Към 2001 г. населението му е около 22 800 души.

## Побратимени градове
|  | Държава  |  | Град      |
|  | -------- |  | --------- |
|  | Франция  |  | Бондю     |
|  | Германия |  | Траунщайн |